# 愛知県立一宮商業高等学校
愛知県立一宮商業高等学校（あいちけんりつ いちのみやしょうぎょうこうとうがっこう）は、愛知県一宮市文京二丁目に所在する公立の商業高等学校。略称は「みやしょう」、「いちしょう」、「かんぎょう」など。単に「商業」とのみ呼ばれる場合もある。

## 設置学科
- 全日制課程
  - ITビジネス科
  - 地域ビジネス科

## 沿革
- 1938年（昭和13年） - 愛知県一宮商業学校として開校（一時期一宮工業学校となる）
- 1948年（昭和23年） - 愛知県立一宮商業高等学校となる

## 出身者
- 水野裕子 - 女優、タレント
- 種村有菜 - 漫画家
- 加藤沙耶香 - 女優、タレント

## 高大連携協定締結大学
- 名古屋文理大学
- 高崎商科大学
- 愛知文教大学
- 修文大学・修文大学短期大学部
- 朝日大学